# Tim Whiten
Tim Whiten est un artiste canadien d'origine américaine qui travaille dans les domaines de la sculpture, du dessin, de la performance et des installations multimédias, en utilisant un large éventail de matériaux,. Il a également été éducateur.

## Biographie
Tim Whiten est né à Inkster, Michigan, le 13 août 1941,. Il est diplômé l'Université de Central Michigan en 1964 et de l'Université de l'Oregon en 1966. Il a notamment étudié avec le sculpteur tchèque Jan Zach.
En 1968, après avoir terminé son service militaire en tant qu'officier dans l'armée américaine, Whiten obtient un poste d'enseignant à l'Université York à Toronto. En 1970, il devient l'un des pionniers de la Faculté des beaux-arts nouvellement formée. Il est président du département des arts visuels de 1984 à 1986,. En 2007, il prend sa retraite de l'enseignement à temps plein.

## Démarche
Whiten ne se considère pas comme un artiste, mais comme un « créateur d'images qui crée également des objets culturels » et, à cette fin, il a étudié le bouddhisme zen et la Kabbale,. Son choix de matériaux provient d'expériences et d'objets de la vie de tous les jours comme des outils ou des jouets. Ces objets, représentant le travail et le jeu, et qui peuvent inclure un balai, une pelle, une pioche, un rouleau à pâtisserie, un cheval à bascule, un tricycle et un traîneau, sont destinés à emmener le spectateur ailleurs. Il considère le transcendantal comme une clé de son travail.
Tim Whiten utilise le crâne humain dans son art depuis les années 1970. Plutôt que le crâne représentant le memento mori, Whiten estime être davantage « préoccupé par le potentiel de la vie et un respect pour ceux qui nous procèdent ». La production artistique de Whiten se concentre sur « la condition humaine et l'interconnectivité du corps, de l'esprit et de la terre ». Son travail est représenté par la Olga Korper Gallery à Toronto.
En 1966, Whiten a créé une sculpture monumentale de 45 pieds (14 m) érigée sur le site de loisirs Jasper en Oregon.
En 1976, Whiten a collaboré et participé à Lectures on the Weather, écrite et dirigée par John Cage pour le bicentenaire des États-Unis en 1976 et exposée à la Albright-Knox Gallery de Buffalo et à la Music Gallery de Toronto. Il a réalisé de nombreuses œuvres in situ pour des galeries ou des parcs d'art à New York, Toronto, Vancouver, Halifax, Sackville et ailleurs. Son travail a également fait l'objet de plusieurs expositions individuelles en Amérique du Nord et se retrouve au sein de plusieurs institutions muséales.
En 1989, Tim Whiten reçoit le Distinguished Leadership Award, pour service extraordinaire aux arts, de l'American Biographical Institute. Il reçoit également le prix d'enseignement du doyen de la Faculté des beaux-arts 1999/2000 de l'Université York à Toronto. Il est membre de l'Académie royale des arts du Canada.